# آرون کاسگریو
آرون کاسگریو (انگلیسی: Aaron Cosgrave؛ زادهٔ ۱۷ ژوئیهٔ ۱۹۹۹) بازیکن فوتبال اهل بریتانیا است.